# Palácio Brukenthal
O Palácio Brukenthal (em romeno: Palatul Brukenthal; em alemão: Brukenthal-Palais) é um palácio barroco construído entre 1778 e 1788 na cidade de Sibiu pelo barão Samuel von Brukenthal,  governador do Principado da Transilvânia entre 1777 e 1787. O edifício era a residência oficial do barão, onde se encontrava também o seu gabinete e as suas importantes coleções. Desde 1817 que no palácio funciona um museu de arte, o qual é atualmente a secção de galerias de arte e do Museu Nacional Brukenthal. Nele está também instalada a biblioteca Brukenthal.

## História e descrição

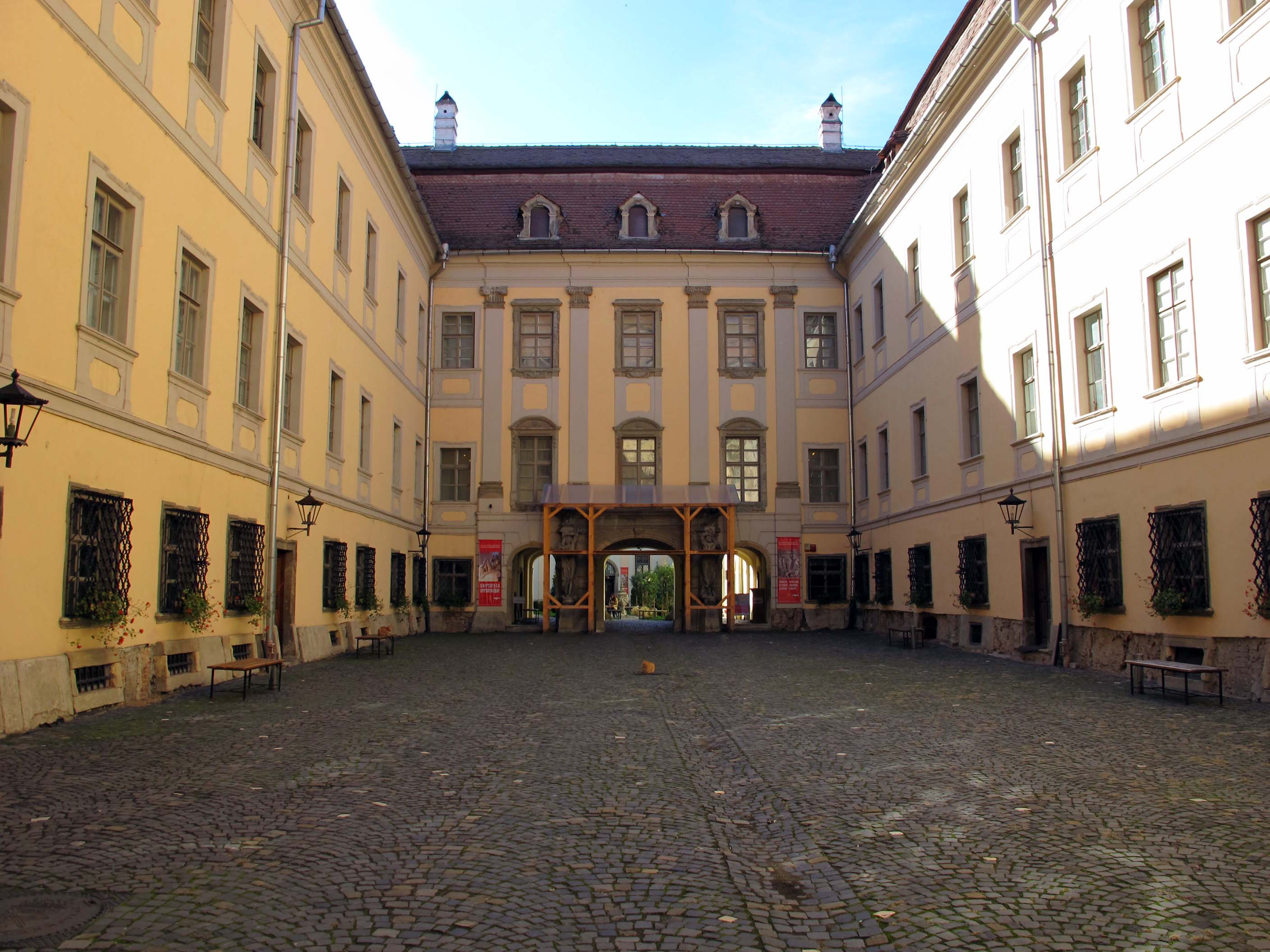
Vista externa do Palácio Brukenthal, com destaque para o pátio central. O palácio, localizado em Sibiu, Romênia, foi construído no século XVIII e atualmente abriga o Museu Nacional Brukenthal. Este importante edifício histórico tem uma grande relevância cultural, exibindo coleções de arte e artefatos que refletem a história da região, além de ser um exemplo notável da arquitetura barroca na Transilvânia.

A construção começou a seguir à nomeação de Samuel von Brukenthal como governador da Transilvânia, então uma possessão austro-húngara. A construção inspirou-se no barroco dos palácios vienenses. O edifício ergue-se no lado ocidental da Praça Grande (Piața Mare). O barão tinha igualmente uma residência de verão em Avrig, cuja construção foi iniciada em 1760.
A fachada principal atual é de estilo barroco. Ao meio da fachada encontra-se um portal de pedra suportado por colunas decoradas e outros elementos decorativos barrocos específicos; urnas, rosetas e guirlandas. De planta retangular, o palácio tem dois pátios, separados por um portal interior semelhante ao exterior, também suportado por colunas. Originalmente, no segundo pátio havia cavalariças e outras dependências.
Samuel von Brukenthal organizou as suas coleções de arte de forma a que pudessem ser visitadas a partir de 1790, três anos antes da abertura do Museu do Louvre. No entanto, a abertura oficial do museu só teve lugar em 1817, o que faz dele o museu mais antigo da Roménia e um dos mais antigos da Europa do Leste. O museu destaca-se internacionalmente pelas suas coleções de pintura barroca, consituídas por cerca de 1 200 obras das principais escolas de pintura europeias dos séculos XV a XVIII, além de coleções de gravuras, livros, numismática e minerais.